# 306001 Joanllaneras
306001 Joanllaneras è un asteroide troiano di Giove del campo greco. Scoperto nel 2009, presenta un'orbita caratterizzata da un semiasse maggiore pari a 5,249237 UA e da un'eccentricità di 0,154423, inclinata di 10,118743° rispetto all'eclittica. Ha un diametro di 10,180 km e un'albedo di 0,118.
L'asteroide è stato scoperto dall'osservatorio astronomico di La Sagra, coordinato dall'osservatorio astronomico di Maiorca ed è dedicato a Joan Llaneras, ciclista spagnolo.